# Lannaskede socken
Lannaskede socken i Småland ingick i Östra härad, ingår sedan 1971 i Vetlanda kommun i Jönköpings län och motsvarar från 2016 Lannaskede distrikt.
Socknens areal är 50,32 kvadratkilometer, varav land 48,62. År 2000 fanns här 1 611 invånare. Tätorten Landsbro samt den tidigare kyrkbyn Lannaskede med den tidigare sockenkyrkan Lannaskede gamla kyrka samt den nya kyrkan Lannaskede-Myresjö kyrka placerad på sockengränsen  ligger i socknen. 

## Administrativ historik
Lannaskede socken har medeltida ursprung.
Vid kommunreformen 1862 övergick socknens ansvar för de kyrkliga frågorna till Lannaskede församling och för de borgerliga frågorna till Lannaskede landskommun. Landskommunen utökades 1952 och uppgick sedan 1971 i Vetlanda kommun. Församlingen utökades 2010.
1 januari 2016 inrättades distriktet Lannaskede, med samma omfattning som församlingen hade 1999/2000.  
Socknen har tillhört samma fögderier och domsagor som Östra härad. De indelta soldaterna tillhörde Kalmar regemente, Västra härads kompani, Smålands grenadjärkår, Östra härads kompani och Smålands husarregemente, Hvetlanda skvadron.
Det finns tankar om att namnet Lannaskede (se rubrik Namnet nedan) skulle kunna härstamma en tid då gamla kyrkbyn och socknen låg i gränstrakterna mellan två landskap. Västra härad skulle då ha antagits ha legat i Finnveden och Östra härad i Aspeland.

## Geografi
Lannaskede socken ligger kring Emåns tillflöde Linneån söder om Vetlanda. Socknen är starkt kuperad skogstrakt med mossar  och når vid Högaberg 325 meter över havet.

## Fornlämningar
Flera gravrösen från bronsåldern och ett järnåldersgravfält finns här. En runristning är känd härifrån som stått vid häradsgränsen i söder.

## Namnet
Namnet (1314 Lanndakirkiu, 1425 Landaskedith) troligen taget från en gård, prästgården och ordet landaskede 'gräns mellan land' syftande på gränsen mellan Östra och Västra härad.

### Fotnoter
1. 1 2  Svensk Uppslagsbok andra upplagan 1947–1955: Lannaskede socken
2. 1 2  Harlén, Hans; Harlén Eivy (2003). Sverige från A till Ö: geografisk-historisk uppslagsbok. Stockholm: Kommentus. Libris 9337075. ISBN 91-7345-139-8
3. ↑  ”Församlingar”. Statistiska centralbyrån. https://www.scb.se/hitta-statistik/regional-statistik-och-kartor/regionala-indelningar/forsamlingar/. Läst 30 december 2022.
4. ↑  Administrativ historik för Lannaskede socken (Klicka på församlingsposten). Källa: Nationella arkivdatabasen, Riksarkivet.
5. ↑  Indelta soldater, torp och rotar i Jönköpings län Arkiverad 24 januari 2012 hämtat från the Wayback Machine. Jönköpingsbygdens Genealogiska Förening
6. ↑  Sahlgren, Jöran. Sveriges Bebyggelse, Statistisk topografisk beskrivning över Sveriges städer och landsbygd, Jönköpings län, del 1. Olof Ericson. sid. 82
7. 1 2  Sjögren, Otto (1931). Sverige geografisk beskrivning del 2 Östergötlands, Jönköpings, Kronobergs, Kalmar och Gotlands län. Stockholm: Wahlström & Widstrand. Libris 9939
8. 1 2  Nationalencyklopedin
9. ↑  Fornlämningar, Statens historiska museum: Lannaskede socken
10. ↑  Fornminnesregistret, Riksantikvarieämbetet: Lannaskede socken Fornminnen i socknen erhålls på kartan genom att skriva in sockennamn (utan "socken") i "Ange geografiskt område"
11. ↑  Mats Wahlberg, red (2003). Svenskt ortnamnslexikon. Uppsala: Institutet för språk och folkminnen. Libris 8998039. ISBN 91-7229-020-X. https://isof.diva-portal.org/smash/get/diva2:1175717/FULLTEXT02.pdf